# ویلیج شایرز (پنسیلوانیا)
ویلیج شایرز (به انگلیسی: Village Shires) یک منطقهٔ مسکونی در ایالات متحده آمریکا است که در پنسیلوانیا واقع شده‌است. ویلیج شایرز ۳٬۹۴۹ نفر جمعیت دارد.